# Тімеа Надь
Тімеа Надь (угор. Nagy Tímea; *22 серпня 1970 року, Будапешт, Угорщина) — угорська фехтувальниця (шпага), дворазова олімпійська чемпіонка в індивідуальній першості (2000 і 2004), багаторазова призерка чемпіонатів світу та Європи.

## Кар'єра
Тімея Надь взяла участь у трьох Олімпіадах. Найбільшого успіху досягла у особистих змаганнях. На своїй першій Олімпіаді вона поступилася у чвертьфіналі майбутній срібній призерці Валері Берлуа. Вже на своїх наступних іграх їй вдалося здобути золото, перемігши у півфіналі дійсну олімпійську чемпіонку Лору Флессель-Коловік, а у фіналі швейцарку Джанну Бюрки. Окрім цього їй вдалося захистити статус олімпійської чемпіонки на своїй третій Олімпіаді, перемігши у фіналі Лору Флессель-Коловік. Тричі вона виступала і у командних змаганнях, однак здобути медаль їй не вдалося, двічі здобувши четверте місце і один раз п'яте. Цікавим є той  факт, що Тімеа Надь ставала п'ятиразовою чемпіонкою світу саме у командній першості, і леше раз у особистій.